# Hanspeter Knobel
Hanspeter Knobel (* 24. September 1963 in Altendorf) ist ein ehemaliger Schweizer Biathlet.
Hanspeter Knobel startete als Aktiver für die LLG Lachen. Der Landwirt begann 1984 mit dem Biathlonsport. Schon 1985 startete er in Ruhpolding bei den Biathlon-Weltmeisterschaften und wurde 69. des Sprintrennens. Ein Jahr später startete er am Holmenkollen in Oslo schon bei allen drei möglichen Rennen und wurde 48. des Einzels, 55. des Sprints und mit Marius Beyeler, Ernst Steiner sowie Rolf Züger 15. im Staffelrennen. Weitere Einsätze hatte Knobel bei den Weltmeisterschaften 1989 in Feistritz an der Drau als 58. des Sprints und 26. des Einzels. 1990 wurde er 64. des Einzels und 49. des Sprints, 1991 in Lahti 40. des Sprints, 37. des Einzels, mit Jean-Marc Chabloz, Elmar Werlen und Ernst Steiner 16. im Staffelrennen und mit Jürg Bähninger, Martin Filli sowie Ernst Steiner 13. mit der Mannschaft. 1993 nahm er in Borowetz bei seinen letzten Weltmeisterschaften teil und wurde 80. des Sprints und 39. der Verfolgung. Abschluss und Höhepunkt der Karriere wurden die Olympischen Winterspiele 1994 in Lillehammer, wo Knobel 33. des Einzels wurde.

## Biathlon-Weltcup-Platzierungen
Die Tabelle zeigt alle Platzierungen (je nach Austragungsjahr einschliesslich Olympische Spiele und Weltmeisterschaften).
- 1.–3. Platz: Anzahl der Podiumsplatzierungen
- Top 10: Anzahl der Platzierungen unter den ersten zehn (einschliesslich Podium)
- Punkteränge: Anzahl der Platzierungen innerhalb der Punkteränge (einschliesslich Podium und Top 10)
- Starts: Anzahl gelaufener Rennen in der jeweiligen Disziplin

| Platzierung                               | Einzel | Sprint | Verfolgung | Massenstart | Team | Staffel | Gesamt |
| ----------------------------------------- | ------ | ------ | ---------- | ----------- | ---- | ------- | ------ |
| 1. Platz                                  |        |        |            |             |      |         |        |
| 2. Platz                                  |        |        |            |             |      |         |        |
| 3. Platz                                  |        |        |            |             | 2    |         | 2      |
| Top 10                                    |        |        |            |             |      |         |        |
| Punkteränge                               | 1      |        |            |             | 1    | 3       | 5      |
| Starts                                    | 22     | 23     |            |             | 1    | 3       | 49     |
| Stand: Karriereende, Daten nicht komplett |        |        |            |             |      |         |        |